# 山崎金兵衛
山崎 金兵衛（やまざき きんべえ、生没年不詳）とは江戸時代の江戸にあった地本問屋である。

## 来歴
山金堂、金山堂と号す。元禄から文化年間にかけて江戸の銀座2丁目、後に京橋銀座1丁目西側、本石町3丁目十軒店藤四郎店で地本問屋を営業している。主に鈴木春信の絵本を多く版行している。

## 作品
- 鈴木春信画 『絵本諸芸錦』 絵本 宝暦13年（1763年）
- 鈴木春信画 『絵本花葛蘿』 絵本 明和1年（1764年）
- 鈴木春信画『絵本千代松』 絵本 明和4年（1767年）
- 鈴木春信画『絵本童の的』 絵本 明和4年
- 長雄耕雲 『長雄新消息集』 書道本 明和7年（1770年）
- 鈴木春信画『絵本春の錦』 絵本 明和8年（1771年）